# Реднікова Катерина Валеріївна
Катери́на Вале́ріївна Ре́днікова (рос. Екатерина Валерьевна Редникова; 17 травня 1973, Москва, Російська РФСР) — російська акторка театру і кіно.
Володарка премії «Ніка» за кращу жіночу роль (1998 рік, за фільм «Злодій»).

## Життєпис
Народилася в родині службовців: батько був старшим науковим співробітником, мати — економістом. У 6-му класі почала займатись у театральній студії, брала участь в кінопробах.
Після закінчення школи вступила до ГІТІСу, який закінчила у 1995 році. Відразу потрапила до театру «Et Cetera», де зіграла одну з головних ролей в популярному тоді спектаклі «За горизонтом». За кілька років виконувала ролі в трьох спектаклях театру. У 2000-х роках також співпрацювала з театром «Імперія Зірок», зігравши в одній з його п'єс.
У кінематографі дебютувала 1990 року, зігравши ролі в комедії «Бабник» і в драмі «Уроки наприкінці весни». Зіграла кілька десятків ролей, зокрема, в українському фільмі «Якщо ти мене чуєш» (2007).

## Особисте життя
У 2005 році на зйомках фільму «Captivity» познайомилась з американським продюсером Сергієм Коновим. У 2008 році пара офіційно оформила шлюб. У 2012 році у подружжя народився син Лавр.

## Фільмографія
- «Бабник» (1990)
- «Уроки наприкінці весни» (1990)
- «Якщо ти мене чуєш» (2007)
- «Батьківщина або смерть» (2007)

та інші.